# ناحیه کلیمکس، میشیگان
ناحیه کلیمکس (به انگلیسی: Climax Township) یک منطقهٔ مسکونی در ایالات متحده آمریکا است که در شهرستان کالامازو، میشیگان واقع شده‌است.
 ناحیه کلیمکس ۹۴٫۰ کیلومتر مربع مساحت و ۲٬۴۶۳ نفر جمعیت دارد و ۲۸۷ متر بالاتر از سطح دریا واقع شده‌است.